# Opaci klasztoru Murbach

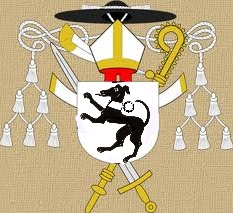
Herb książąt opatów Murbachu

Lista opatów klasztoru Murbach – zestawienie imion, nazwisk i tytułów opatów klasztoru Murbach w toku ponad 1000 lat dziejów tego opactwa, uzupełnione podstawowymi informacjami dotyczącymi trybu ich wyboru i funkcji pełnionych przez nich poza opactwem. Klasztor ufundował w 727 r. Eberhard z Alzacji z rodu Etychonidów, książąt Alzacji, a jego duchowy założyciel, mnich wędrowny Pirmin, poddał go obserwancji benedyktyńskiej. Jako klasztor benedyktyński uzyskał dzięki staraniom Pirmina przywilej niezależneści od biskupa (a należał do diecezji bazylejskiej), czyli prawo wyboru opata. Tym samym miał status opactwa. Pod względem formalnym w historii zgromadzenia zakonnego, na którego czele stali wyliczeni tu opaci, można wyróżnić trzy etapy:
od 727 r. – opactwo (klasztor benedyktyński), którym kierował opat wybierany bezpośrednio przez mnichów i zatwierdzany przez papieża,
od 1228 r. – opactwo książęce (Fürstabtei) kierowane przez księcia opata (Fürstabt), który od 1587 r. był – jako opat komendatoryjny – wyznaczany przez cesarza, a przez mnichów jedynie formalnie zatwierdzany,
od 1764 do 1790 r. – kapituła kanoników świeckich.
Opaci i książęta opaci:

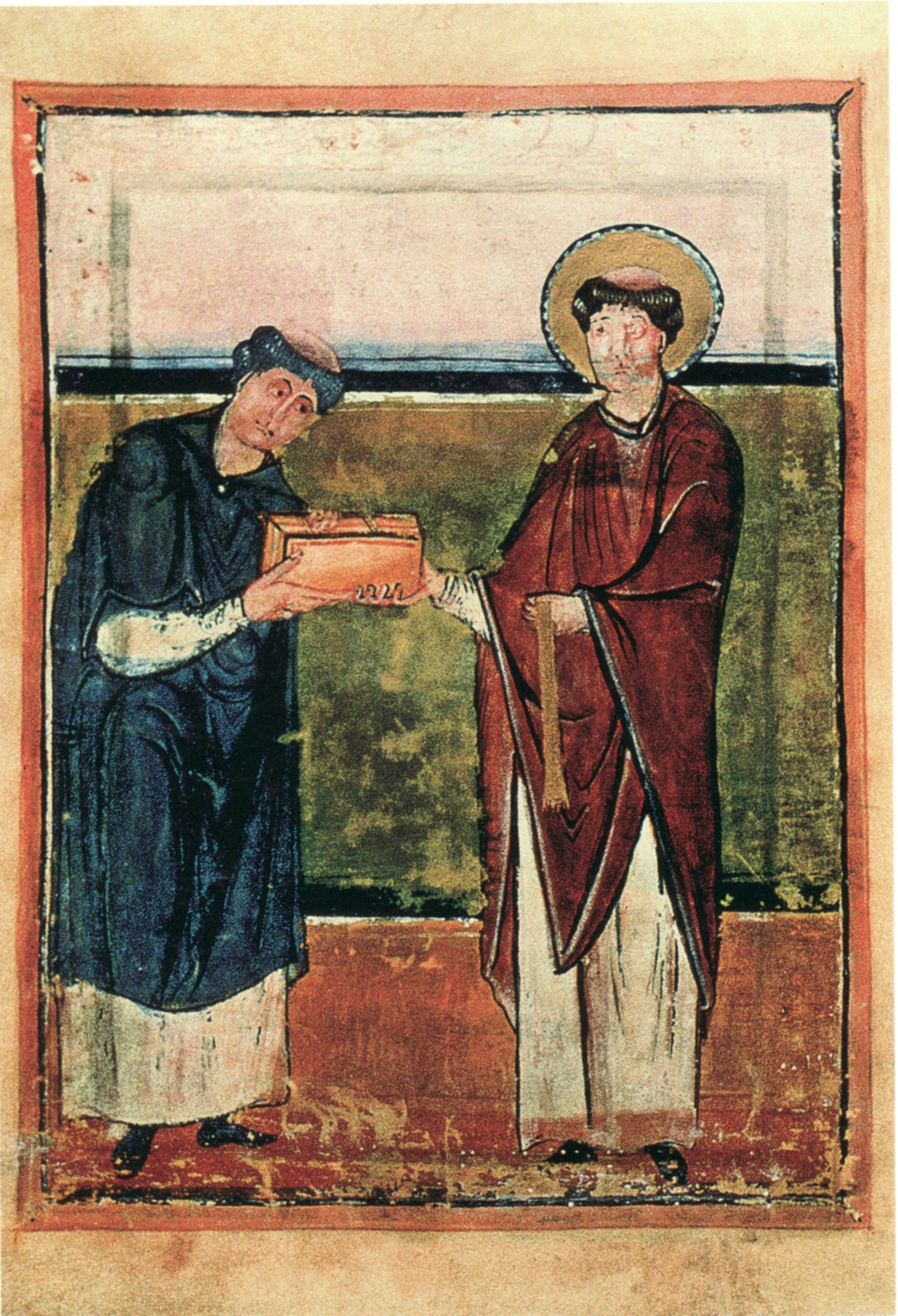
Opat Adalbert von Hornbach przekazuje kodeks św. Pirminowi

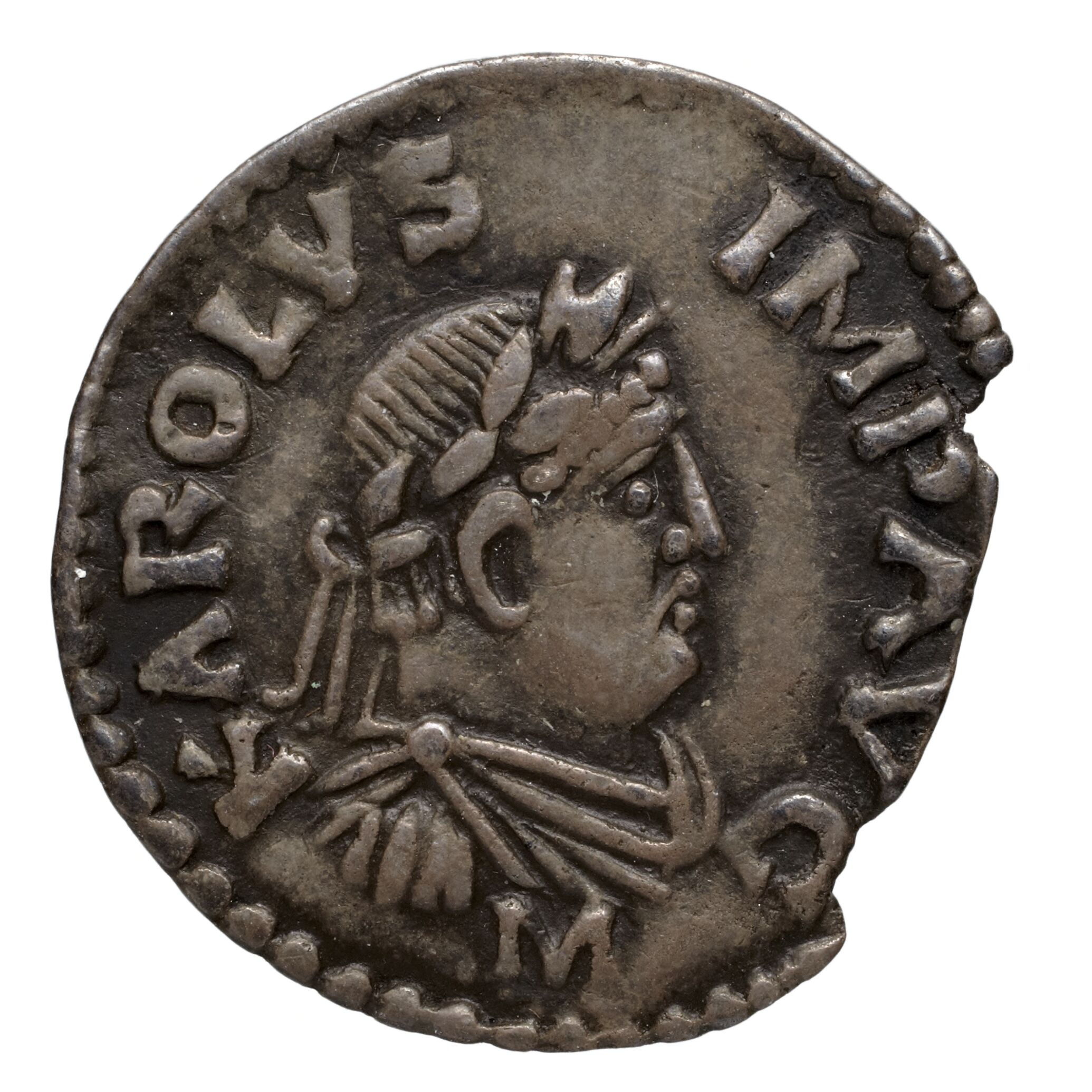
Karol Wielki na denarze

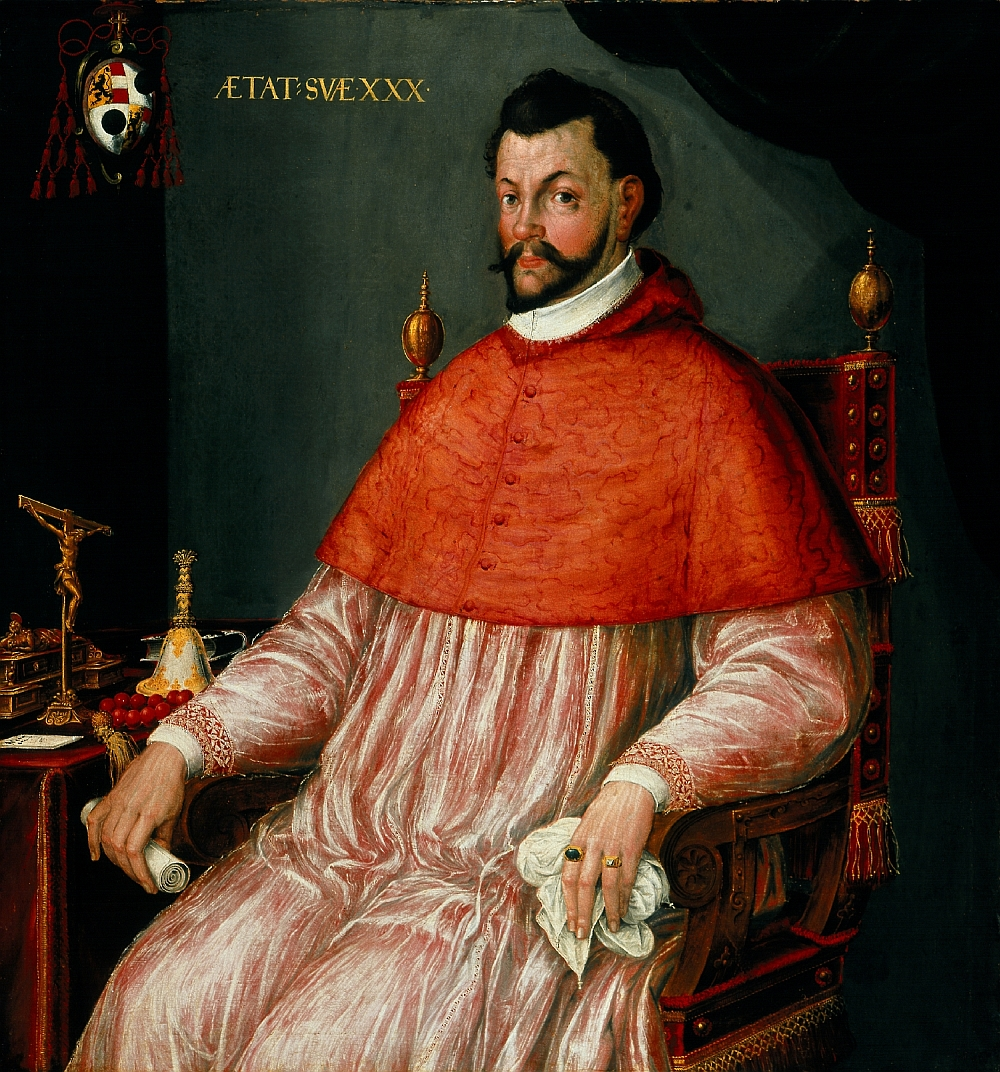
Książę opat Wolf Dietrich von Raitenau

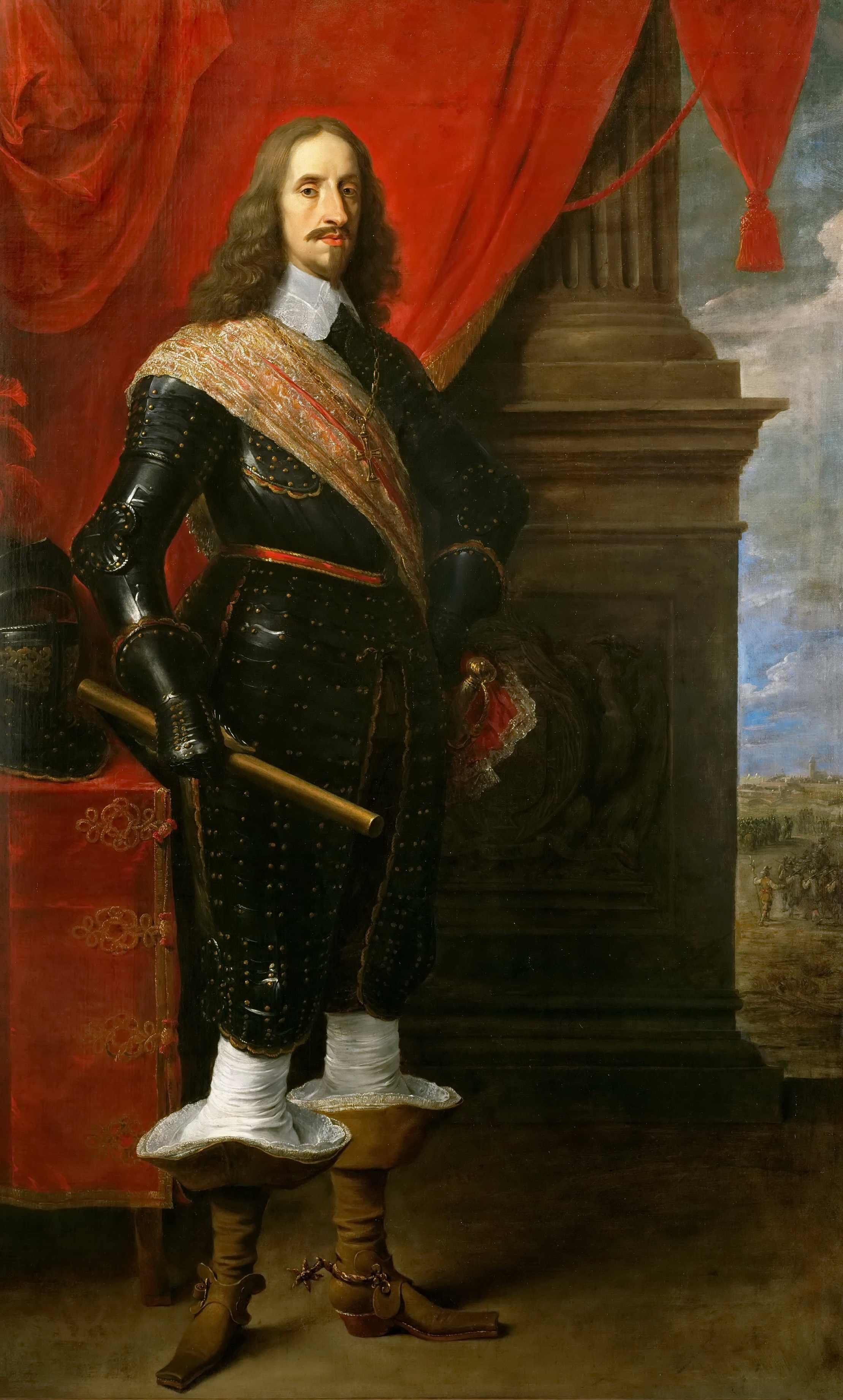
Książę opat arcyksiążę Leopold Wilhelm Habsburg

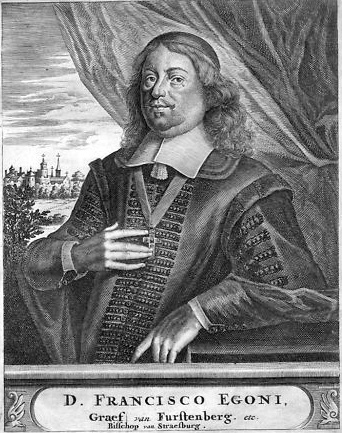
Książę opat Franz Egon von Fürstenberg-Heiligenberg

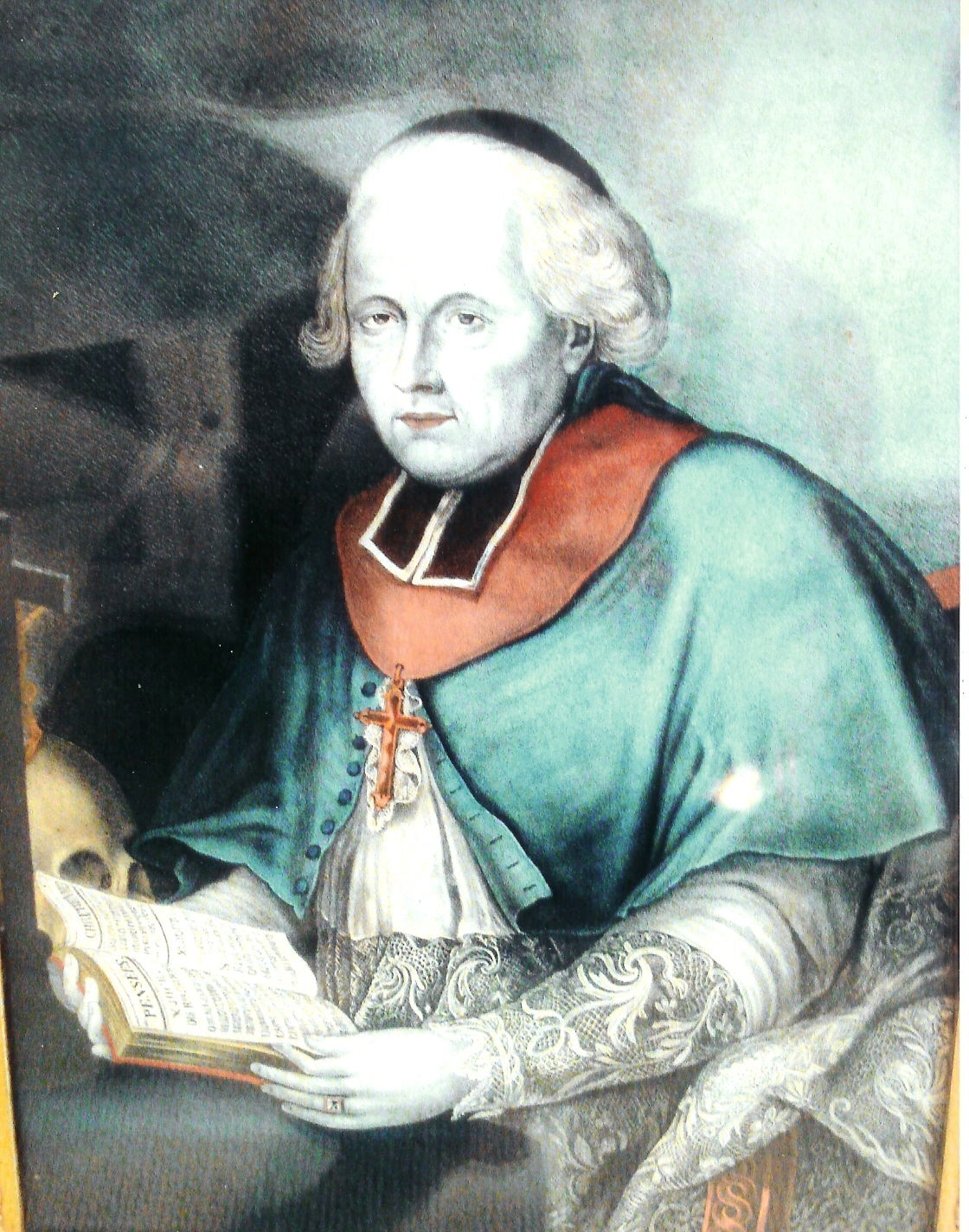
Książę opat Kazimierz Friedrich von Rathsamhausen 1698–1786

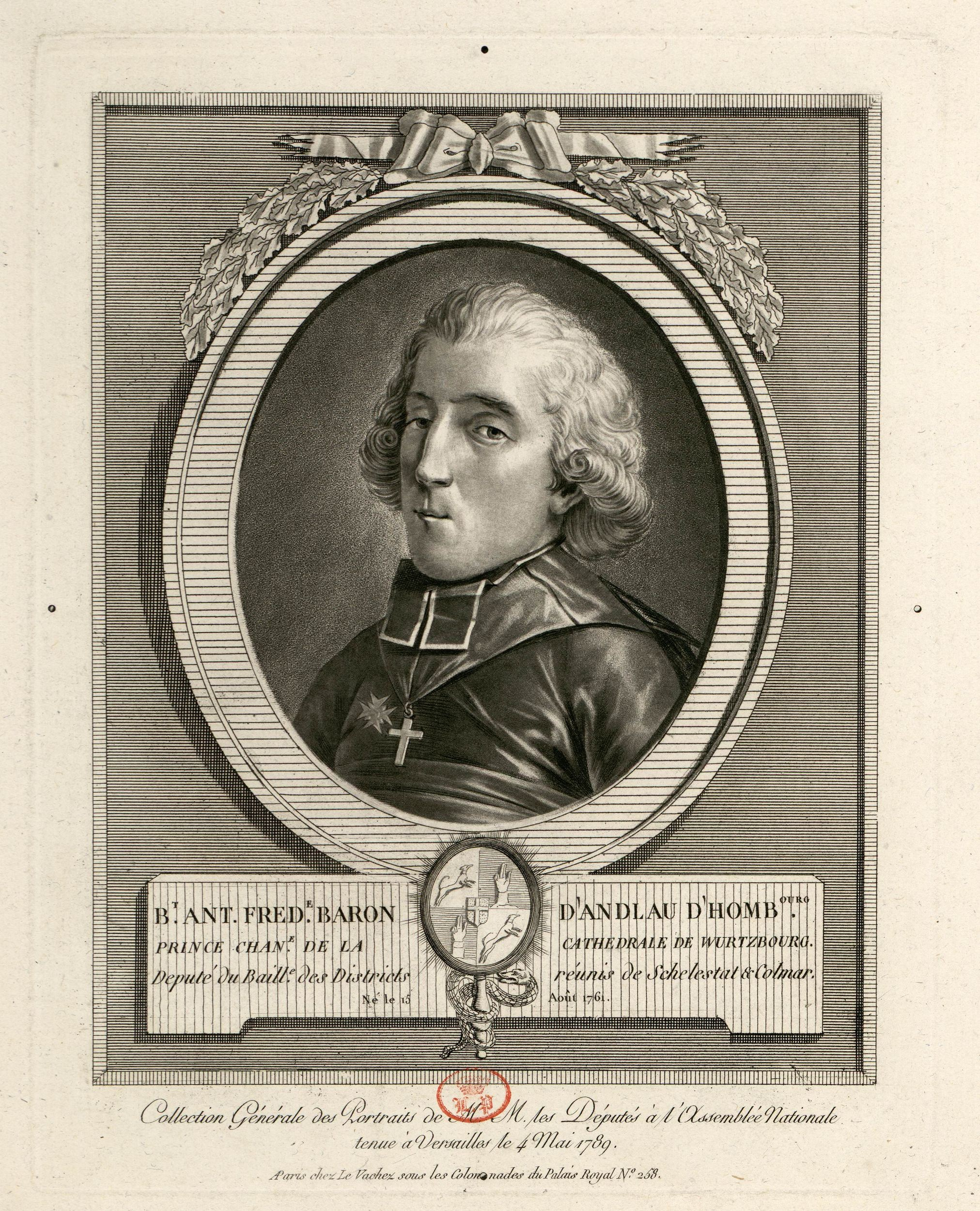
Książę opat Benedykt Anton Friedrich z Andlau-Homburg

- Pirmin 727 – duchowny współzałożyciel; biskup wędrowny i opat[1]
- Romanus 727-751 – zwany w źródłach vir venerabilis Romanus[2][3]
- Baldebert (Baldobertus, Baldebertus[3]) 751-762 – od 749 r. biskup Bazylei[4]
- Herbert 762-774[5]
- Amicho 774-786 lub 787[6][5]
- Sintpert (Simpert, Simpertus, Sindbertus[5]) 786 lub 787[6]-792 – czy opat znany jako Simbertus episcopus atque abbas Murbacensis jest tą samą osobą, co biskup Augsburga o tym samym imieniu, jest nieustalone[7], z większym prawdopodobieństwem przyjmuje się, że był mnichem w Murbachu, również daty sprawowania funkcji opata są odmienne w różnych źródłach[8]
- Karol Wielki 792-793 – jako opat świecki[9]
- Agilmar (Aighilmarus[5]) 793
- Geroch (Gerhoh[10])[11] 793-808? – otrzymał opactwo Murbachu od Karola Wielkiego; być może od 787[12] r. był biskupem Eichstätt, inne źródła podają rok 781[5]
- Guntram[13] (Gunthram[14]) 811-829[5]
- Theotericus – wymieniany w kronikach jako opat Murbachu w IX w.[15]
- Sigismar (Sigimar[16][15], Sigmar[17], Sigismundus) 829-870
- Reccho – wymieniany w kronikach jako opat Murbachu w IX w.[15]
- Marcus – wymieniany w kronikach jako opat Murbachu w IX w.[15]
- Iskar (Isker) 870-876 lub Isger – daty, kiedy był opatem Murbachu nie są pewne[15]
- Emeritus – wymieniony w kronikach jako opat Murbachu w IX w.[15]
- Friedrich (Friederich/Friderich[18], Fridericus[19]) 876-910
- Nandbert 910-936[19]
- wakat w latach 936 do 959 – po najazdach węgierskich, które spustoszyły teren opactwa[20]
- Landelous (Landeloh[19]) 959–977? – od ok. 961 r.[21] biskup Bazylei
- Beringer 977–988?[19] lub Berehgerus[19]
- Helmerich (Helmreich[22]) 988-?[19] lub Helmericus[19]
- Werner (Warner) ?-994[19] lub Werinharius ok. 1000 r.[23] – mnich z opactwa Cluny, źródła nie są zgodne, czy był opatem[24], a wg innych źródeł, czy opat pod imieniem Werinharius jest tożsamy z osobą kluniackiego mnicha pod tym imieniem[23]
- Degenhard 1012?[25]-1025[26] lub 1023-1025[27]
- Eberhard 1041[27]-1049?[28]
- Wolfrad (Wolferad[29]) 1049[27]
- Ruobbertus (Rupertus) 1056[27]
- Ulrich von Lorsch[30] (Oudalricus) 1073?-1075[31]
- Samuel von Weißenburg 1080-1097[31] – od co najmniej 1058 r. opat klasztoru Weißenburg (w miejscowości o tej nazwie), od 1087 r. opat klasztoru św. Grzegorza (Gregorienmünster ) w Munster; nie jest pewnym, czy kiedy zmarł w 1097 r., był nadal opatem Murbachu[31]
- Erlolf von Bergholtz ok. 1110-1122 – od 1114 r. opat klasztoru w Fuldzie[32][31]
- Bertold (Bertolf[33]) 1122-1149[26] lub Berthofus (Bertoldus) 1123-1143[34]
- Egilolf von Erlach (Egelolfus, Eilulfus[35]) 1150-1162
- Konrad von Eschenbach 1173-1186[36]
- Widerolph 1187-1188[26] lub Widorolfus ?1189 – istnienie tego opata podawane jest w wątpliwość[37]
- Simbert II ?-1149[26] lub Sintbertus ?1191 – istnienie tego opata podawane jest w wątpliwość[37]
- Arnold von Frohburg 1194-1216[38]
- Hugo von Rothenburg 1216-1236[39]
- Albrecht (Albertus[40]) von Frohburg 1237-1244 – jako zarządca opactwem, brak święceń opackich[41]
- Theobald von Faucolgney (Thiébaut) 1244-1260[42][43]
- Berthold von Steinbrunn (Steinbronn[44]) 1260-1285[45]
- Berchtold von Falkenstein 1286-1299[46]
- Albrecht / Albert von Liebenstein 1299-1303 – wyznaczony opatem przez diecezję bazylejską i zatwierdzony przez papieża Bonifacego VIII, wobec niezdolności mnichów do osiągnięcia zgody[47][48]
- wakat w latach 1303 do 1305 – niezdolność mnichów do wyboru jednego z dwóch kandydatów[49], papież Benedykt XI wyznaczył komisarycznie następcą jednego z nich
- Konrad von Widergrün von Stauffenberg 1305-1334 – konfirmowany jako opat przez papieża Klemensa V; mnich z klasztoru Maursmünster (ówczesna nazwa) w Marmoutier[47][50]
- Konrad Werner (Wernher[47]) von Murnhard 1334-1343[51]
- Heinrich von Schauenburg 1343-1353[52]
- Johann Schultheiss von Gebweiler[53] 1354-1376[54]
- Wilhelm Stoer (Stör) [von Stoerenburg] 1377-1387 – zatwierdzony 1377 r. przez papieża Grzegorza XI[47][55]
- Rudolf von Wattweiler 1387-1393 – jeszcze za życia poprzedniego opata wyznaczony na to stanowisko przez biskupa bazylejskiego; opat i przeor kilu innych klasztorów[56]
- Wilhelm von Wasselnheim 1393-1428 – mnich z Murbachu[57]
- Peter von Ostein 1428-1434[58]
- Dietrich von Hus (Haus) 1434-1447[59]
- Bartholomäus von Andlau 1447-1476[60][61]
- Achatius von Griessen (Grießheim) 1476-1489[62]
- Walter Mönch von Wilsberg 1489-1513
- Georg von Masmünster (Georges de Masevaux) 1513-1542 – wybierany na opata Murbachu był już opatem klasztoru w Lure[63]
- Johann Rudolf Stoer von Stoerenburg (lub Stoerenberg[64]) 1542-1570
- Johann Ulrich von Raitenau 1570-1587
- Wolf Dietrich von Raitenau 1587
- Gabriel Giel von Giersberg maj 1587 – wybrany przez kanoników[65] Murbachu, gdzie złożył śluby, nie uznany przez mnichów z Lure, zrezygnował z opactwa[66]
- Andreas von Österreich sierpień 1587-1600 – opat in commendam (komentaroryjny) opactw Murbach i Lure, wyznaczony przez cesarza Rudolf II, benedykcja opacka per procura; kardynał, biskup Konstancji i Brixen, namiestnik Niderlandów Austriackich[67]
- Johann Georg von Kalkenried 1601-1614– wybrany przez 8 kanoników Murbachu i Lure, skłoniony do rezygnacji z opactwa[68]
- Leopold Habsburg 1614-1625 – niewyświęcony zarządca opactw Murbach i Lure; arcyksiążę, władca Austrii Przedniej i Tyrolu, biskup Pasawy i Strasburga[69]
- Leopold Wilhelm Habsburg 1626-1662 – opat Murbachu i Lure, do jego pełnoletności w 1632 r. opactwa zarządzane przez Kolumbana Tschudi z Sant Gallen; arcyksiążę, biskup Pasawy i Strasburga i in.[70]
- Kolumban von Andlau-Wittenheim 1662 – wybrany przez kanoników Murbachu, ale nie zatwierdzony przez cesarza i papieża, nakłoniony przez Franza Egona von Fürstenberga, biskupa Strasburga, do rezygnacji[71]
- Karol Józef Habsburg 1662-1664 – mianowany przez cesarza i uznany przez papieża; arcyksiążę[72]
- Franz Egon von Fürstenberg-Heiligenberg 1664-1682 – mianowany przez cesarza i uznany przez papieża; biskup Strasburga[73]
- Felix Egon von Fürstenberg-Heiligenberg 1682-1686 – wyznaczony na następcę i dziedzica przez opata Franza Egona von Fürstenberga, uznany (bez możliwości wyboru) przez kanoników Murbachu; bratanek Franza Egona von Fürstenberga[74][75]
- Kolumban von Andlau-Wittenheim 1686 – wybrany przez kanoników Murbachu i Lure w czerwcu 1686 r., ale nie zatwierdzony przez władze kościelne w Rzymie i królewskie w Paryżu[75]
- Philipp Eberhard von Löwenstein-Wertheim-Rochefort 1693-1720 – jako kandydat na księcia opata Murbachu i Lure przedstawiony przez dwór francuski w kwietniu 1686 r., uznany przez papieża w 1693 r.[75]; w 1706 r. wyświęcony na księdza[76]
- Célestinus von Beroldingen-Gündelhard 1720-1736 – wybrany w 1703 r. na opata pomocniczego (Weihabt) księcia opata Eberharda von Löwensteina (za jego zgodą)[77], po śmierci von Löwensteina w 1720 r. wybrany opatem przez kanoników Murbachu ale przy sprzeciwie kapituły w Lure; w 1736 r. pod presją złożył funkcję opata[78]
- Franz Armand von Rohan-Soubise 1737-1756 – przedstawiony przez franc. dwór królewski i wybrany przez kanoników Murbachu i Lure; ostatni opat komendacyjny klasztoru La Chaise-Dieu, biskup Strasburga i in.[79]
- Kasimir Leodegar[78] von Rathsamhausen 1756-1786 – wybrany w 1737 r. na opata pomocniczego księcia opata von Rohana przez kanoników Murbachu i Lure; przejął pozycję księcia opata po śmierci poprzednika[79]; po przekształceniu opactwa w kapitułę kanoników świeckich w 1764 r. zajmował nadal najwyższą pozycję i w kapitule i w księstwie Murbach[80]
- Benedikt Anton Friedrich von Andlau-Homburg 1786-1790 – wybrany przez kanoników kapituły w Guebwiller; baron z tego samego rodu, co wcześniejszy opat Kolumban von Andlau; poseł duchowieństwa do Stanów Generalnych w 1789 r.; po likwidacji kapituły i upaństwowieniu dóbr księstwa Murbach opuścił Alazcję[81].